# Estación Pedro de Valdivia
Pedro de Valdivia fue una estación de ferrocarril que se hallaba en las cercanías de la oficina salitrera homónima, en la Región de Antofagasta de Chile. Fue parte del Longitudinal Norte y actualmente se encuentra inactiva.

## Historia
Si bien el tramo donde se encuentra la estación fue construido como parte del ferrocarril Longitudinal Norte, el cual fue entregado para su operación en el tramo Pintados-Baquedano en junio de 1913, la estación fue construida con posterioridad al inicio de los servicios debido a que fue instalada producto de la construcción de la oficina salitrera Pedro de Valdivia, inaugurada en 1931. Debido a esto la estación no aparece en mapas oficiales de 1929 y los edificios de la antigua estación Lynch, ubicada a 16 km al sur de Pedro de Valdivia, fue cerrada y trasladada a la nueva parada.
La estación aparece consignada en publicaciones turísticas de 1949 y en mapas de 1968, lo que da cuenta de su actividad permanente.
La estación dejó de prestar servicios de pasajeros cuando finalizó el transporte de pasajeros en la antigua Red Norte de la Empresa de los Ferrocarriles del Estado en junio de 1975, y fue suprimida de manera formal el 30 de enero de 1976. Las vías del Longitudinal Norte fueron traspasadas a Ferronor y privatizadas, mientras que la estación fue abandonada.